# Жизнь
Жизнь (лат. vita) — основное понятие философии и биологии — активная форма существования материи от рождения до смерти, которая в обязательном порядке содержит в себе «свойства живого»; совокупность физических и химических процессов, протекающих в организме, позволяющих осуществлять обмен веществ и деление его клеток или размножение. Приспосабливаясь к окружающей среде, живая клетка формирует всё многообразие живых организмов (вне клетки жизнь не существует, вирусы проявляют свойства живой материи только после переноса генетического материала вириона в клетку). Основной атрибут живой материи — генетическая информация, используемая для репликации.
Более или менее точно определить понятие «жизнь» можно только перечислением качеств, отличающих её от нежизни. На текущий момент нет единого мнения относительно понятия жизни, однако учёные в целом признают, что биологическое проявление жизни характеризуется: организацией (высокоупорядоченное строение), метаболизмом (получение энергии из окружающей среды и использование её на поддержание и усиление своей упорядоченности), ростом (способность к развитию), адаптацией (адаптированы к своей среде), реакцией на раздражители (активное реагирование на окружающую среду), воспроизводством (все живое размножается) и эволюцией. Генетическая информация, необходимая каждому живому организму, расщепляется в нём, содержится в хромосомах, и передаётся от каждого индивидуума потомкам. Также можно сказать, что жизнь является характеристикой состояния организма.
Также под жизнью понимают период существования отдельно взятого организма от момента его появления до его смерти.

## Определения
Существует более ста определений понятия «жизнь», и многие из них противоречат друг другу. Жизнь может определяться через такие слова, как «система», «вещество», «сложность (информации)», «(само-)воспроизведение», «эволюция», «процесс» и т. д.
Израильский генетик русского происхождения Эдуард Трифонов рассмотрел 123 определения жизни. Трифонов проанализировал лингвистическую структуру определений и разбил их на категории. За их разнообразием Трифонов обнаружил базовое ядро, сформулировав минимальное определение. Он заключил, что все трактовки едины в одном: жизнь — это «самовоспроизводство с изменчивостью» англ. Life is self-reproduction
with variations.
Фридрих Энгельс дал следующее определение: «Жизнь есть способ существования белковых тел, существенным моментом которого является постоянный обмен веществ с окружающей их внешней природой, причём с прекращением этого обмена веществ прекращается и жизнь, что приводит к разложению белка».
Жизнь можно определить как активное, идущее с затратой полученной извне энергии, поддержание и самовоспроизведение молекулярной структуры.
Российский учёный М. В. Волькенштейн дал новое определение понятию жизнь: «Живые тела, существующие на Земле, представляют собой открытые, саморегулирующиеся и самовоспроизводящиеся системы, построенные из биополимеров — белков и нуклеиновых кислот».
Согласно взглядам одного из основоположников танатологии М. Биша, жизнь — это совокупность явлений, сопротивляющихся смерти.
С точки зрения второго начала термодинамики, жизнь — это процесс или система, вектор развития которой противоположен по направлению остальным, «неживым» объектам вселенной, и направлен на уменьшение собственной энтропии (см. Тепловая смерть).
Академик Э. М. Галимов в статье для Большой российской энциклопедии определяет жизнь как «материализованное в организмах явление возрастающего и наследуемого упорядочения, присущее при определённых условиях химической истории соединений углерода». Для всех живых организмов характерны обособленность от среды, способность к самовоспроизведению, рождение и смерть, функционирование посредством обмена веществом и энергией с окружающей средой, способность к изменчивости и адаптации, способность воспринимать сигналы и способность на них реагировать.
В. Н. Пармон дал следующее определение: «Жизнь — это фазово-обособленная форма существования функционирующих автокатализаторов, способных к химическим мутациям и претерпевших достаточно длительную эволюцию за счёт естественного отбора».
Константин Северинов назвал жизнь «в конечном итоге, вопросом принятия правильных решений».
По Озангеру и Моровицу: «Жизнь есть свойство материи, приводящее к сопряжённой циркуляции биоэлементов в водной среде, движимое, в конечном счёте, энергией солнечного излучения по пути увеличения сложности».
Существуют также кибернетические определения жизни. По определению А. А. Ляпунова, жизнь — это «высокоустойчивое состояние вещества, использующее для выработки сохраняющих реакций информацию, кодируемую состояниями отдельных молекул».
Согласно официальному определению NASA, выработанному в 1994 году и применяющемуся в задачах поиска жизни во Вселенной, жизнь — «самоподдерживающаяся химическая система, способная к дарвиновской эволюции».
Эрвин Шрёдингер, в книге «Что такое жизнь?», предложил такое определение жизни: «жизнь — это упорядоченное и закономерное поведение материи, основанное не только на одной тенденции переходить от упорядоченности к неупорядоченности, но и частично на существовании упорядоченности, которая поддерживается все время».

## Возникновение жизни
В разное время относительно возникновения жизни на Земле выдвигались следующие гипотезы:
- Гипотеза сотворения (см. Креационизм)
- Гипотеза самозарождения
- Гипотеза стационарного состояния жизни
- Гипотеза биохимической эволюции
- Гипотеза панспермии

Гипотезы самозарождения и стационарного состояния представляют собой только исторический или философский интерес, так как результаты научных исследований их опровергают.
Согласно Большой российской энциклопедии, основными современным теориями (гипотезами) возникновения жизни на Земле являются гипотеза биохимической эволюции (абиогенеза) и теория панспермии, хотя последняя не решает проблемы возникновения жизни.

## Живая система
Живая система — единство, состоящее из самоорганизующихся, самовоспроизводящихся элементов, активно взаимодействующих с окружающей средой, имеющее специфические признаки, присущие живым существам.
В науке существует мнение, что система, состоящая из живых людей, как например экономическая или социальная, обладает рядом качеств, делающих её подобной живому организму. Это живое создание со своими клетками, обменом веществ и нервной системой. В ней различные общественные институты играют роль органов, каждый из которых выполняет свою особую функцию в поддержании жизнедеятельности организма. К примеру, армия действует аналогично иммунной системе, защищая организм от вторжений извне, тогда как правительство работает подобно мозгу, принимая решения и управляя. Эта мысль была впервые озвучена ещё в античности греческим философом Аристотелем.
В своём развитии наука отошла от механистического взгляда на организмы. В изучении живых систем учёных привлекает многообразие процессов, с помощью которых система адаптируется к постоянно изменяющейся внешней среде. Множество идей и методов, объединённых в области «теории сложности», привели к осознанию организмов как самоорганизующихся адаптивных систем. Процессы в таких системах децентрализованы, неопределенны и постоянно изменяются. Сложное адаптивное поведение таких систем возникает в процессе взаимодействия между отдельными автономными компонентами. Модели, в которых управление подчинено отдельному блоку, были признаны недостаточно соответствующими действительности для большинства реальных систем.

## Общие свойства живых систем
Наиболее примечательные свойства, общие для всех живых систем и развившиеся в результате эволюции — это единство химического состава, размножение (наследственность и изменчивость), наличие генетического кода, рост и развитие, метаболизм (обмен веществ), поддержание гомеостаза (постоянства внутренней среды организма) и раздражимость (реакция на внешние и внутренние воздействия).

## Обмен веществ
Обмен веществ (метаболизм) — это набор химических реакций, которые возникают в живом организме для поддержания жизни. Эти процессы позволяют организмам расти и размножаться, сохранять свои структуры и отвечать на воздействия окружающей среды.
Метаболизм обычно делят на две стадии: катаболизм и анаболизм. В ходе катаболизма сложные органические вещества деградируют до более простых, обычно выделяя энергию. В процессах анаболизма из более простых синтезируются более сложные вещества, и это сопровождается затратами энергии.

## Размножение
Всем живым организмам присуще свойство воспроизведения себе подобных, обеспечивающее непрерывность и преемственность жизни. Разные способы размножения подразделяются на два основных типа: бесполое и половое. Для организмов, обладающих клеточным строением, в основе всех форм размножения лежит деление клетки.

## Уровни организации жизни
Чаще всего выделяют восемь основных структурных уровней жизни:
1. молекулярный,
2. клеточный,
3. тканевый,
4. органный,
5. организменный,
6. популяционно-видовой,
7. биогеоценозный,
8. биосферный.

В типичном случае каждый из этих уровней является системой из подсистем нижележащего уровня и подсистемой системы более высокого уровня.

## Упорядоченность и сложность живых систем
Жизнь качественно превосходит другие формы существования материи в отношении многообразия и сложности химических компонентов и динамики протекающих в живом превращений. Живые системы характеризуются гораздо более высоким уровнем структурной и функциональной упорядоченности в пространстве и во времени.
Живые системы обмениваются с окружающей средой энергией, веществом и информацией, являясь, таким образом, открытыми системами. При этом, в отличие от неживых систем, в них не происходит выравнивания энергетических разностей и перестройки структур в сторону более вероятных форм, а непрерывно происходит работа «против равновесия». На этом основаны ошибочные утверждения, что живые системы якобы не подчиняются второму закону термодинамики. Однако снижение энтропии в живых системах возможно только за счёт повышения энтропии в окружающей среде (негэнтропия), так что в целом процесс повышения энтропии продолжается, что вполне согласуется с требованиями второго закона термодинамики.

## Организм
Организм — живое тело, обладающее совокупностью свойств, отличающих его от неживой материи. Организм — это основная единица жизни, реальный носитель её свойств, так как только в клетках организма происходят процессы жизни. Как отдельная особь организм входит в состав вида и популяции, являясь структурной единицей популяционно-видового уровня жизни.
Организмы — один из главных предметов изучения в биологии. Для удобства рассмотрения все организмы распределяются по разным группам и категориям, что составляет биологическую систему их классификации. Самое общее их деление — на ядерные и безъядерные. По числу составляющих организм клеток их делят на внесистематические категории одноклеточных и многоклеточных. Особое место между ними занимают колонии одноклеточных.
Формирование целостного многоклеточного организма — процесс, состоящий из дифференцировки структур (клеток, тканей, органов) и функций и их интеграции как в онтогенезе, так и в филогенезе. Многие организмы организованы во внутривидовые сообщества (например, семья или рабочий коллектив у людей).

## Разнообразие живых существ
Мир живых существ насчитывает несколько миллионов видов. Всё это многообразие организмов изучает биологическая систематика, основной задачей которой является построение системы органического мира.
Живая природа сейчас обычно делится на восемь царств: вирусы, протисты, археи, хромисты, бактерии, грибы, растения и животные.
Живая природа организуется в экосистемы, которые составляют биосферу.

## Поведение
Поведение — способность животных изменять свои действия под влиянием внутренних и внешних факторов, характерная черта животного типа организации. Поведение имеет огромное приспособительное значение, позволяя животным избегать негативных факторов окружающей среды. У многоклеточных организмов поведение находится под контролем нервной системы.
Растения и бактерии тоже обладают способностью к активному, более того, упорядоченному перемещению под действием внешних факторов (таксису). Примером служат фото- и хемотаксисы бактерий, синезелёных водорослей.
Высшие растения также не лишены способности к движению. Хорошо известны никтинастии растений — открывание и закрывание цветков в связи со сменой дня и ночи, фототропизмы листьев, движения растений при охоте на животных, гидро- и хемотропизмы корней.
Тем не менее, поскольку механизмы движения растений носят чисто физиологический характер, нельзя говорить о наличии у них ни поведения, ни психики. В психологии движения растений относят к допсихическому уровню отражения.
Поведение, в отличие от психики, доступно для непосредственного наблюдения и является предметом широкого спектра наук, от психологии, этологии, зоопсихологии и сравнительной психологии до поведенческой экологии.

## Биология
Биология — наука о жизни (живой природе), одна из естественных наук, объектами изучения которой являются живые существа и их взаимодействие с окружающей средой. Биология изучает все аспекты жизни, в частности, структуру, функционирование, рост, происхождение, эволюцию и распределение живых организмов на Земле. Классифицирует и описывает живые существа, происхождение их видов, взаимодействие между собой и с окружающей средой.
Как особая наука биология выделилась из естественных наук в XIX веке, когда учёные обнаружили, что живые организмы обладают некоторыми общими для всех характеристиками. Термин «биология» был введён независимо несколькими авторами: Фридрихом Бурдахом в 1800 году, в 1802 году Готфридом Рейнхольдом Тревиранусом и Жаном Батистом Ламарком.
В основе современной биологии лежат пять фундаментальных принципов: клеточная теория, эволюция, генетика, гомеостаз и энергия. В наше время биология — стандартный предмет в средних и высших учебных заведениях всего мира. Ежегодно публикуется более миллиона статей и книг по биологии, медицине и биомедицине.
В биологии выделяют следующие уровни организации:
- Клеточный, субклеточный и молекулярный уровень: клетки содержат внутриклеточные структуры, которые строятся из молекул.
- Организменный и органно-тканевой уровень: у многоклеточных организмов клетки составляют ткани и органы. Органы же, в свою очередь, взаимодействуют в рамках целого организма.
- Популяционный уровень: особи одного и того же вида, обитающие на части ареала, образуют популяцию.
- Видовой уровень: свободно скрещивающиеся друг с другом особи обладающие морфологическим, физиологическим, биохимическим сходством и занимающие определённый ареал (район распространения) формируют биологический вид.
- Биогеоценотический и биосферный уровень: на однородном участке земной поверхности складываются биогеоценозы, которые, в свою очередь, образуют биосферу.

Большинство биологических наук является дисциплинами с более узкой специализацией. Традиционно они группируются по типам исследуемых организмов: ботаника изучает растения, зоология — животных, микробиология — одноклеточные микроорганизмы. Области внутри биологии далее делятся либо по масштабам исследования, либо по применяемым методам: биохимия изучает химические основы жизни, молекулярная биология — сложные взаимодействия между биологическими молекулами, клеточная биология и цитология — основные строительные блоки многоклеточных организмов, клетки, гистология и анатомия — строение тканей и организма из отдельных органов и тканей, физиология — физические и химические функции органов и тканей, этология — поведение живых существ, экология — взаимозависимость различных организмов и их среды.
Передачу наследственной информации изучает генетика. Развитие организма в онтогенезе изучается биологией развития. Зарождение и историческое развитие живой природы — палеобиология и эволюционная биология.
На границах со смежными науками возникают: биомедицина, биофизика (изучение живых объектов физическими методами), биометрия и т. д. В связи с практическими потребностями человека возникают такие направления, как космическая биология, социобиология, физиология труда, бионика.

## Искусственная жизнь
Искусственная жизнь — изучение жизни, живых систем и их эволюции при помощи созданных человеком моделей и устройств. Данная область науки изучает механизм процессов, присущих всем живым системам, невзирая на их природу. Хотя этот термин чаще всего применяется к компьютерному моделированию жизненных процессов, он также подходит и к жизни в пробирке (англ. wet alife), изучению искусственно созданных белков и других молекул.

## Жизнь во Вселенной
Жизнь во Вселенной — под этим термином следует понимать комплекс проблем и задач, направленных на поиск жизни. В самом общем случае жизнь трактуется максимально широко — как активная форма существования материи, в некотором смысле высшая по сравнению с её физической и химической формами существования. Таким образом, в общей постановке задачи нет требования, чтобы жизнь была похожа на земную, и есть целый ряд теорий, доказывающий, что жизнь может принимать и другие формы. Однако, основной подход, использующейся в астробиологии при построении стратегий поиска, состоит из двух этапов:
1. Изучение возникновения жизни на Земле. Выработка основных положений. В роли скелета выступают[28]:
  - Данные о геологической жизни планеты, в частности вулканизме, тектонике и магнитном поле.
  - Данные об истории климата и наше понимание механизмов, регулирующих его.
  - Основные представления об устройстве жизни, в частности о ДНК, клетках и границ выживания живых организмов
  - Данные о происхождении живых организмов и их эволюции.
2. Согласование основных положений с астрономическими наблюдениями и теориями и целенаправленный поиск. Включает в себя:
  - Поиск жизнепригодных экзопланет
  - Построение теорий формирований, включающие в рассмотрение сложные молекулярные образования, из которых впоследствии могла зародиться жизнь.
  - Изучение Солнечной Системы и соотнесение полученных данных с данными об экстрасолнечных системах

Также в отдельную область исследований можно выделить поиск внеземных цивилизаций. Основных вопросов в данной области три:
- Что искать?
- Как искать?
- Где искать?

И здесь в построении стратегии исследований крайне важная, если не ключевая, роль принадлежит уравнению Дрейка, в дополнении с типами цивилизаций по Кардашеву.

## Внеземная жизнь
Внеземная жизнь (инопланетная жизнь) — гипотетическая форма жизни, возникшая и существующая за пределами Земли. Является предметом изучения космической биологии и ксенобиологии, а также одним из вымышленных объектов в научной фантастике.
Жизнь на Марсе
Однозначного ответа о существовании жизни на Марсе в настоящее время наука дать не может, однако близость и сходство с Землёй дают предпосылки к поиску возможных форм жизни. Вопрос о существовании в настоящее время или же в прошлом жизни на Марсе остаётся открытым.

## Бессмертие
Бессмертие — жизнь в физической или духовной форме, не прекращающаяся неопределённо (или сколько угодно) долгое время.
Говоря о бессмертии в физической форме, различают условное биологическое бессмертие (отсутствие индивидуальной смерти как заключительной стадии онтогенеза — см. Размножение делением) одноклеточных организмов и гипотетическое биологическое бессмертие сложноорганизованных многоклеточных живых существ, в том числе — и прежде всего — человека.
Под бессмертием в духовной форме — в религиозном, философском, мистическом и эзотерическом смыслах — подразумевают вечное существование индивидуума («я», душа, монада), индивидуальной воли (палингенезия в философской системе Артура Шопенгауэра), комплекса составляющих индивидуальной личности (скандхи в феноменологии буддизма), универсального духовного субстрата (трансперсональное бессознательное в аналитической психологии Карла Густава Юнга, ноосфера в религиозно-философской концепции Пьера Тейяра де Шардена и др).
Отдельный предмет религиозно-философских рассуждений — бессмертие (вечносущность) как атрибут Бога.

## Жизнь после смерти
Жизнь после смерти или загробная жизнь — представление о продолжении сознательной жизни человека после смерти. В большинстве случаев подобные представления обусловлены верой в бессмертие души, характерной для различного вида религиозных мировоззрений.
Представления о загробной жизни присутствуют в различных религиозных и философских учениях. Среди основных представлений:
- воскрешение мёртвых — люди будут воскрешены Богом после смерти;
- реинкарнация — душа человека возвращается в материальный мир в новых воплощениях;
- посмертное воздаяние — после смерти душа человека попадает в ад или рай в зависимости от земной жизни человека.